# Jean-François Thomas de Thomon
Jean-François Thomas de Thomon (Bern, 1760. április 12. – Szentpétervár, 1813. szeptember 4.) francia neoklasszikus építész volt, aki 1791–1813 között dolgozott Kelet-Európában
Thomas de Thomon, a római Francia Akadémián végzett, s a 18. század végén ezen iskola által gyakorolt klasszicizmust vitte Oroszországba, és ezzel hozzájárult a neoklasszicizmus orosz nemzeti változatának kialakulásához, amely I. Sándor uralkodásától volt jellemző. 

## Munkássága
Svájcben született, majd Párizsban tanult Ledoux vezetésével, majd Olaszországban, ahol a paestumi görög templomok jelentős hatással voltak rá.
1789-ben visszatért Franciaországba, és Charles d'Artois gróf alkalmazta, azonban a francia forradalom megakasztotta a karrierjét. Ismét elhagyta az országot, és beutazta Itáliát, Ausztriát és Lengyelországot.

### A Habsburg Monarchiában
1794-ben a bécsi Esterházy család fogadta fel; legalább két épülete, egy bécsi iskola és egy kismartoni fürdőháza máig fennmaradt Ausztriában.
Járt Magyarországon is, ahová az Esterházyak hívták meg.
A munkássága a magyar klasszicizmus alakulásában is jelentős befolyást jelentett.

### Oroszországban
1799-ben Oroszországban telepedett le, ahol 1802-ben I. Sándor cár udvari építésze lett Szentpéterváron.
Több épületet tervezett, köztük a Nagyszínházat (1802–1805, később lebontották).
Legkiemelkedőbb munkája a szentpétervári régi tőzsde épülete a Vasziljevszkij-szigeten.
Egyéb épületei között találhatók a szentpétervári Salni rakparton található raktárak (1804–5), I. Pál cár dór mauzóleuma Pavlovszkban (1805–1808), valamint a poltavai Dicsőség oszlopa (1805–11).
További műve az Odesszai Színház első épülete, amelyet 1873-ban tűz pusztított el.
1813-ban halt meg, miután véletlenül leesett a pétervári Bolsoj Színház állványzatáról.